# Tragschicht
Tragschichten (veraltet auch Deckenunterbau genannt) sind im Straßen- und Wegebau die Unterteilungen des Oberbaus des Straßenkörpers. Sie tragen die Deckschicht (Fahrbahndecke) und bei stark beanspruchten Straßen eine Binderschicht.
Das Herstellen einer Tragschicht erfordert, dass der Untergrund geeignet ist, was vor allem bedeutet, dass er standfest, tragfähig, profilgerecht und eben ist. Nach unten werden die Tragschichten begrenzt durch das Planum.
Es wird unterschieden in ungebundene und gebundene Tragschichten.
Bei unbefestigten Straßen lässt sich keine klare Trennung zwischen Tragschicht und Fahrbahnbelag ziehen.

## Ungebundene Tragschichten
Zu den ungebundenen Schichten zählen die Frostschutzschicht, Kies- und Schotterschicht und die Bodenverbesserung. Eine fachsprachlich veraltete Bezeichnung für eine ungebundene Tragschicht lautet Koffer (Kieskoffer, Straßenkoffer).
Seit Jahrhunderten wurden Packlagen und (vorzugsweise gebrochene) Gesteine mit abgestufter Körnung (Makadam) als Tragschicht eingesetzt. 
Frostschutzschicht
Frostschäden stellen ein großes Risiko für die Straßen dar. Eis hat ein größeres Volumen als Wasser. Dringt Wasser in die Straße ein und gefriert dort, dehnt es sich aus, wodurch die Gesteine des Straßenkörpers verdrängt werden. Dies führt zu einer Lockerung des Korngerüstes, die Straße verliert ihre Standfestigkeit. Die Folgen werden besonders im Frühjahr als „Schlaglöcher“ in der Fahrbahndecke sichtbar.
Um dies zu verhindern, wird eine Frostschutzschicht eingebaut. Sie ist die erste, unterste Tragschicht und hat die Aufgabe, eventuell eindringendes Wasser abzuleiten. Deshalb muss sie besonders wasserdurchlässig sein. Außerdem muss die ausgewählte Gesteinskörnung frost- und witterungsbeständig sein, d. h. das Gestein darf durch Frost oder Regen keinen Schaden nehmen, zum Beispiel darf es nicht zerbröseln. Um die Tragfähigkeit der Schicht zu gewährleisten, wird eine abgestufte Korngrößenverteilung gewählt. Verwendet werden zum Beispiel Kiese, Sande, Schotter, Splitte und die daraus möglichen Gemische, eventuell werden Recyclingbaustoffe oder Müllverbrennungsaschen hinzugefügt.
Kies- und Schottertragschicht
Kies- und Schottertragschichten unterscheiden sich nur unwesentlich von den Frostschutzschichten. Hauptunterschied sind die Sieblinienbänder, die nur geringe Schwankungen der Korngrößenverteilung zulassen.
Bodenverbesserung
Die Bodenverbesserung wird angewendet bei Böden, die zu feucht, feinkörnig und instabil sind. Sie soll die Bearbeitbarkeit und die Befahrbarkeit des Bodens verbessern. Um dies zu erreichen, wird entweder der Anteil an Grobkorn erhöht, was als mechanische Bodenverbesserung bezeichnet wird. Oder es werden geringe Mengen Feinkalk (CaO) oder Kalkhydrat [Ca(OH)2] oder hydraulischer Bindemittel eingemischt.

## Gebundene Tragschichten
Zu den gebundenen Schichten gehören Bodenverfestigungen, bitumengebundene Tragschichten, Tragschichten mit hydraulischen Bindemitteln sowie die Fahrbahndecken.
Durch Bodenverfestigungen soll der Widerstand gegen mechanische und klimatische Beanspruchungen dauerhaft erhöht werden. Der Boden soll dauerhaft tragfähig und frostbeständig werden. Dies wird erreicht durch einmischen von Zement oder Weißfeinkalk, die als Bindemittel bezeichnet werden. Die Wahl des Bindemittels ist abhängig von der Korngrößenverteilung des Bodens. Früher wurden auch Teer und Bitumen verwendet.
Bitumengebundene Tragschichten werden auch als Asphalttragschichten bezeichnet. Sie bestehen aus den Mineralstoffen Splitt, Kies oder Sand, und aus Bitumen 70/100 oder 50/70, teilweise auch 30/45. Zunehmend wird auch Asphaltgranulat verwendet, das aus alten Straßen ausgebaut wird und nach der Aufbereitung wieder eingebaut wird.
Zu den Tragschichten mit hydraulischen Bindemitteln gehören hydraulisch gebundene Tragschichten (HGT) und Betontragschichten.
Hydraulisch gebundene Tragschichten (HGT) bestehen aus einem abgestuften Korngerüst 0/32 oder 0/45, das aus natürlichen oder künstlichen Mineralstoffen besteht, wie Splitt, Kies oder Sand. Als Bindemittel dient Zement, Tragschichtbinder oder hochhydraulischer Kalk. Eingebaut werden die Schichten mit Fertigern. Nach dem Einbau müssen sie noch mindestens drei Tage feucht gehalten werden. In bestimmten Fällen werden in Quer- und Längsrichtung Kerben angebracht. Durch diese „Sollbruchstelle“ wird unkontrollierte Rissbildung vermieden.
Betontragschichten bestehen aus Beton, einem künstlichen Gestein aus Zement, Betonzuschlag bzw. Gesteinskörnung (Sand und Kies oder Splitt) und Wasser. Es können auch Betonzusatzstoffe und Betonzusatzmittel verwendet werden, wie z. B. Verflüssiger oder Verzögerer. Der Beton für die Tragschichten wird nach DIN 1045 bemessen und muss den Festigkeitsklassen C12/15 oder C20/25 entsprechen. Eingebaut werden Betontragschichten durch Fertiger, mit stehender oder geschleppter Schalung. Der Beton muss nach dem Einbau feucht gehalten werden. Durch Fugen und Scheinfugen soll unkontrollierte Rissbildung vermieden werden.
Die Fahrbahndecken stellen die oberste Schicht des Straßenkörpers dar und gehören in die Kategorie der gebundenen Schichten. Es wird unterschieden zwischen Asphaltdecken, Betondecken und Pflasterdecken.

## Normen
Als Bemessungsgrundlage für die Tragschichten dient in Deutschland die ZTV SoB-StB 04.